# Região Metropolitana do Vale do Mamanguape
A Região Metropolitana do Vale do Mamanguape é uma região metropolitana brasileira localizada no estado da Paraíba, constituída por nove municípios. Foi instituída pela lei complementar nº 116 de 21 de janeiro de 2013 e publicado no Diário Oficial da Paraíba em 22 de janeiro de 2013.

## Municípios
- Baía da Traição
- Cuité de Mamanguape
- Curral de Cima
- Itapororoca
- Jacaraú
- Mamanguape
- Marcação
- Mataraca
- Pedro Régis